# Faro (mitología)
Faro es una deidad del agua de África Occidental presente en particular en las culturas mandinga y bambara. Está estrechamente ligado al río Níger en las religiones y mitos de los pueblos que viven en sus orillas. Dependiendo de la cultura, Faro es representado como un dios o una diosa.

## Características y mitos principales

### En la cultura bambara
Faro desempeña un papel importante en el mito bambara de la creación del mundo, un mito cuyas líneas principales son comunes a los Bambara y a varias otras poblaciones de África Occidental. Tras una etapa inicial en la que el ser nace gradualmente de la nada, el mundo es creado por una primera deidad, Pemba; los primeros humanos viven según un pacto hecho con un dios parecido a un árbol, la balanza, a quien hacen ofrendas en forma de sangre y relaciones sexuales a cambio de prosperidad; pero Fâro desafía la hegemonía de la balanza y a su vez se convierte en la principal deidad benefactora de la humanidad.
Faro también aparece en los relatos legendarios relacionados con la historia del Imperio de Bamana de Segú en el siglo XVIII. En la leyenda, el rey Biton Coulibaly había dejado la vida  a salvo de la hija de Faro a la que había pillado robando verduras en su campo. A cambio, Faro le habría concedido el poder de oír las tramas que se tramaban a sus espaldas.

### En la cultura mandinga
Un relato mitológico del origen de los mandinga explica la creación del mundo a partir del huevo primordial del dios supremo, Mankala. Este huevo contiene dos machos: Pemba, que crea la tierra por medio de remolinos, y Faro, que tiene la forma de un pez gato y reclama el cielo y las aguas para sí mismo. Ambos están en el origen del asentamiento de la región del Alto Níger. Faro fue identificado a lo largo del río Níger: su cabeza estaba ubicada en el Débo, su brazo derecho en el río Bani, y su cuerpo estaba formado por el propio río. Faro habría viajado a lo largo de todo el río, dejando su semilla allí para marcar la extensión del Mandé hasta Akka. Al final de su viaje, habría extendido el río como una estera, un nombre que se dice debe en las lenguas mandingas y se utiliza para explicar el origen del nombre del lago Débo. Faro es una deidad masculina en esta historia.
En otro relato de los orígenes del mundo, Djigui Makan Djigui, el carnero primordial, es creado primero por Dios y luego sacrificado para salvar al Universo que se ha vuelto inestable, pero luego resucita y sale del estanque sagrado de Faro, seguido de nueve ovejas.
En el dominio de Faro viven los danfin woulou (literalmente «perro negro» (woulou) del monte (dan)" en malinké), míticos perros negros considerados beneficiosos (sin embargo, otros danfin woulou son sanguinarios, en particular el Danfin Woulou Binyé Tan, el «perro negro con diez cuerno»s).
Otra criatura al servicio de Faro es la ntouba nin gwè dondo (de ntouba, paloma; nin, pequeña; gwè, blanca; y dondo, gallo o macho), la pequeña tórtola macho blanca, que sólo se muestra a los elegidos de esta deidad, sobre todo cuando están destinados a morir pronto.
Una Faro tin, un montículo de Faro, estaba al pie del monte Nianan-Koulou, no lejos de Koulikoro, en la Mande. Según Wa Kamissoko relatando la Epopeya de Sundiata, Sundiata Keita habría hecho allí amplios sacrificios en su camino hacia su regreso triunfal a la Mandé después de su victoria sobre Soumaoro Kanté, rey del reino de Sosso.
En la epopeya de Tiramakhan, conjunto semilegendario que relata las hazañas de Tiramakhan Traore (general de Sundiata Keïta), Tiramakhan trata de la diosa Faro al cruzar un río en piragua para ponerse en marcha para conquistar el imperio Jólof, que no reconoce la supremacía de Sundiata. Tiramakhan olvida hacer las ofrendas rituales habituales a la diosa antes de la travesía (ofrendas que suelen ser, por ejemplo, leche, berenjenas o cereales). Faro, para vengarse, inmoviliza el barco en medio del río. Después de varias horas, Tiramakhan cortó el dedo meñique de la mano izquierda con sus dientes y lo arrojó al río, y la diosa dejó pasar la embarcación.

## Culto
La africanista Germaine Dieterlen estudió los cultos rendidos a Faro a lo largo del río Níger en los decenios de 1940 y 1950. A esta deidad se le dedican varios santuarios a lo largo del río: estos son los faro tyn (santuarios de Faro). En Kangaba, el santuario de Kamabolon alberga pinturas que transcriben simbólicamente los seres y elementos esenciales del mundo después del descenso de la deidad a la tierra en el mito fundacional relacionado con el nacimiento de Faro. Los faro tyn están asociados con los descendientes de Faro. Un estudio de los pescadores del pueblo somono en el decenio de 1990 indica que el culto a Faro también se practica entre ellos en la actualidad, en particular a través de los santuarios de Faro (faro tyn).

## Análisis en la historia de las religiones
La africanista Germaine Dieterlen notó en 1942 la existencia de genios o deidades del agua entre varios pueblos de África Occidental: los bambara, los dogones de los acantilados de Bandiagara, los kurumba del meandro del Níger, pero también entre los bozos. Estudia más particularmente a los bozos, entre los cuales los faro son genios acuáticos masculinos o femeninos con los que conviven los pescadores y a los que rinden culto. Dieterlen está convencida de que las deidades o espíritus del agua son de gran importancia en las culturas religiosas de esta parte de África.

## Posterioridad
El director maliense Salif Traoré dirigió Faro, la reine des eaux en 2007, una adaptación de una historia que había recogido en un pueblo cerca de Segú.